# Coniugi Cavallini
Angelo e Vincenzina Cavallini sono un duo di cantastorie pavesi costituito da 
Angelo Cavallini (9 luglio 1928 – 21 febbraio 2005) e  dalla moglie 
Vincenzina Mellina (28 settembre 1929 – 5 agosto 2021).

## Storia dei Coniugi Cavallini
Nel 1975 a Bologna hanno vinto il titolo di "Trovatore d'Italia", assegnato dall'Associazione italiana cantastorie ambulanti. Angelo Cavallini inizia la carriera di cantastorie a nove anni al seguito del padre Antonio, famoso cantastorie. Angelo e Vincenzina si sono sposati nel 1949 e nel 1954 hanno avuto un figlio, Danilo, morto a 20 anni. Angelo suonava la fisarmonica, Vincenzina lo accompagnava alla batteria e tutti e due si alternavano al canto. Il duo si è esibito con continuità fino al 1982 presso fiere e mercati del centro-nord d'Italia, e poi, fino al 2001, più sporadicamente, mantenendo comunque l'attività di venditori ambulanti. Il 7 dicembre 2002 sono stati insigniti dell'Ambrogino d'oro dal Comune di Milano. Nel 2021 viene apposto un cartello all'ingresso del paese con la scritta "Tromello - Paese dei cantastorie Angelo e Vincenzina Cavallini".